# László Makra
László Makra (5 juin 1952 à Siklós) climatologue, professeur d’université. Son principal domaine de recherche est la climatologie du pollen, plus spécialement, l’analyse des relations climatiques entre la concentration du pollen d’ambroisie et les maladies respiratoires.

## Vie
Baccalauréat: en 1970 à Komló, Hongrie. Diplômé en mathématiques et géographie à la Faculté des Sciences de l’Université József Attila de Szeged en 1976. Il a soutenu sa thèse de doctorat d’université en 1978  et sa thèse de PhD en 1995. De 1996 à 2015, il a travaillé comme assistant à partir de 1976, puis comme maître de conférences au Département de Climatologie de l'Université de Szeged. Depuis 2015 il travaille à l'Institut de Ménagement et de Développement rural de la Faculté d'Agriculture de l'Université de Szeged à Hódmezővásárhely. Il a obtenu son habilitation à diriger des recherches en 2004, professeur d'université depuis 2016.
Il a passé plusieurs semaines en voyage d'études en Indonésie (Yogyakarta en 1989), à Pékin en Chine (1993), Guangzhou (Canton) (1995) et en République tchèque (Brno, 1996). Il est membre du comité de rédaction de plusieurs périodiques scientifiques hongrois, rédacteur en chef d'une revue scientifique internationale, membre du comité de rédaction de sept revues scientifiques internationales et membre du comité de l’International Ragweed Society (2014 à ce jour),

## Activités
Son principal domaine de recherche est la concentration des aérosols et des bio-aérosols, en particulier la climatologie du pollen. C'est un domaine relativement nouveau dans la littérature internationale et un tout nouveau domaine en Hongrie. Ses activités de recherche dans le cadre de la climatologie pollinique sont les suivantes : statistiques relatives au pollen, modélisation du transport du pollen, prévision de concentration de pollen, analyse de la relation entre les maladies respiratoires et la concentration de pollen, analyse de la sensibilité au climat de différents taxons et propectives dans le contexte des changements climatiques.

### Principaux résultats
Il a dirigé des expéditions de recherche sur le terrain instrumental en Asie Intérieure (Chine, région autonome ouïgoure du Xinjiang en 1990 et 1994), en Indonésie (Java, Bali, 1996) et en Amérique du Sud (Brésil, 1998) afin de déterminer la composition élémentaire de l’aérosol en contexte régional. Les échantillons d'air recueillis sous sa direction et les données obtenues ont été traités avec ses collègues de l'Institut de recherche nucléaire de l'Académie hongroise des sciences à Debrecen.

### Principaux résultats des expéditions

#### Expéditions en Chine (1990, 1994)
(a) la teneur élevée en soufre et en chlore de l'aérosol régional est d'origine naturelle (sel gemme, sel de Glauber, gypse) et est une conséquence de l'accumulation massive et intense de sel dans le bassin du Tarim;
(b) les ratios des éléments chimiques Si / Fe et Ca / Fe peuvent être utilisés comme marqueurs pour suivre le transport à grande distance des aérosols en provenance de la région de Takla Makan (voir le phénomène du « vent jaune » sur les parties intérieure et orientale de la Chine, et le phénomène « KOSA » sur le Japon, l'océan Pacifique et l'Amérique du Nord).

#### Expédition en Indonésie (1996)
Le chlore, le soufre, le cuivre, le zinc et le chrome enrichissent substantiellement l'aérosol atmosphérique à la fois sur Java et Bali : 
- la majeure partie du chlore est d'origine océanique (vaporisation océanique) ;
- le soufre est en partie d'origine anthropique et provient en partie des émissions biogènes de l'océan ;
- le cuivre, le zinc et le chrome proviennent probablement des sols.

## Climatologie du pollen
László Makra a d'abord étudié le transport des aérosols chimiques comme mentionné dans la section précédente. Il s'est consacré par la suite à identifier les principales sources du transport à longue distance du pollen d'ambroisie arrivant dans le bassin des Carpates et élaboré une procédure pour séparer le transport à longue distance et le transport régional en identifiant en outre les composants du transport dans le bassin des Carpates. Il a produit une des plus grandes bases de données de ce pollen d'ambroisie pour l'Europe, constituant la base pour les premières études continentales complètes. Il a aussi développé plusieurs modèles avec ses collègues pour prédire la concentration quotidienne de pollen d'ambroisie, et sa relation avec les maladies respiratoires, basés sur des variables météorologiques, chimiques et biologiques. Il a également produit les cartes les plus complètes et détaillées des paramètres quantitatifs et phénoménologiques du pollen d'ambroisie pour l'Europe,,,.
Il est l’auteur ou le coauteur de plus de trois cents publications scientifiques dans plusieurs publications internationales. Certains articles parlent en particulier d'une augmentation significative probable de la dispersion du pollen des espèces de plantes dans le bassin des Carpates causée par le changement climatique attendu. Voici certains de ces articles :

### Principales publications
- Enrichment of desert soil elements in Takla Makan dust aerosol (coauteur, 2002)
- Meteorological variables connected with airborne ragweed pollen in Southern Hungary (coauteur, 2004)
- Selections from the history of environmental pollution, with special attention to air pollution (coauteur, 2004)
- The history and impacts of airborne Ambrosia (Asteraceae) pollen in Hungary (coauteur, 2005)
- Airborne pollen in three European cities: Detection of atmospheric circulation pathways by applying three-dimensional clustering of backward trajectories (coauteur, 2010)
- Forecasting ragweed pollen characteristics with nonparametric regression methods over the most polluted areas in Europe (coauteur, 2011)
- Monitoring the long-range transport effects on urban PM10 levels using 3D clusters of backward trajectories (coauteur, 2011)
- Multivariate analysis of respiratory problems and their connection with meteorological parameters and the main biological and chemical air pollutants (coauteur, 2011)
- Assessment of the Daily Ragweed Pollen Concentration with Previous-Day Meteorological Variables Using Regression and Quantile Regression Analysis for Szeged, Hungary (coauteur, 2011)
- Trends in the characteristics of allergenic pollen circulation in Central Europe based on the example of Szeged, Hungary (coauteur, 2011)
- Association of allergic asthma emergency room visits with the main biological and chemical air pollutants (coauteur, 2012)
- Climate sensitivity of allergenic taxa in Central Europe associated with new climate change – related forces (coauteur, 2013)
- Characterizing and evaluating the role of different transport modes on urban PM10 levels in two European cities using 3D clusters of backward trajectories (coauteur, 2013).
- Predicting daily ragweed pollen concentrations using computational intelligence techniques over two heavily polluted areas in Europe (coauteur, 2014)
- Association of allergic rhinitis or asthma with pollen and chemical pollutants in Szeged, Hungary, 1999-2007 (coauteur, 2014)
- Ragweed in Eastern Europe. Invasive Species and Global Climate Change (coauteur, 2014)
- A new approach used to explore associations of current Ambrosia pollen levels with current and past meteorological elements (coauteur, 2015)
- Anthropogenic Air Pollution in Ancient Times. History of Toxicology and Environmental Health. Toxicology in antiquity. (2015)
- The history of ragweed in the world (coauteur, 2015)
- Modelling the introduction and spread of non-native species: International trade and climate change drive ragweed invasion (coauteur, 2016)
- Biogeographical estimates of allergenic pollen transport over regional scales: common ragweed and Szeged, Hungary as a test case (coauteur, 2016)

## Rédacteur invité
- International Journal of Environment and Pollution, Special Issue: „Air Pollution” (2007-2009).

## Membre du conseil de rédaction
- Acta Climatologica et Chorologica, Universitatis Szegediensis (1995-);
- International Journal of Biometeorology (2012);
- Annals of West University of Timişoara, Series of Biology (Timişoara, Romania, 2013-);
- Journal of Climatology (2013-);
- Archives of Otolaryngology and Rhinology (2014-);
- Science, Technology and Development (2015-);
- Journal of Natural Products Research Updates (2015-);
- Advances in Modern Oncology Research (2015-)[11].

## Prix, reconnaissances
- Bourse Széchenyi István (2001)
- Médaille commemorative “Pro Meteorology” (2002)

## Sources
- (hu) Szegedi egyetemi almanach : 1921-1995. I. köt. (1996). Szeged, Mészáros Rezső. 559 p.  (ISBN 963-482-037-9), Makra lászló 362. p.
  - (hu) Kiss Gábor Gergő: Entretien avec Laszlo Makra, "Délmagyarország", journal quotidien, 03. 08. 2014.
  - (en) Laszlo Makra in the Hungarian Doctoral Council, Personal data sheet
  - (hu) Membre Laszlo Makra de l'organisme public de l'Académie hongroise des sciences
  - (en) CV, (SHORT) László Makra APPLICATION FOR FULL PROFESSORSHIP, 2015
  - (en) László Makra, Curriculum Vitae, 2015
  - (hu) Szakmai önéletrajz egyetemi tanári pályázathoz
  - (en + hu) Google Scholar
- Notices d'autorité :   - VIAF
  - ISNI